# Frogerio da Correggio

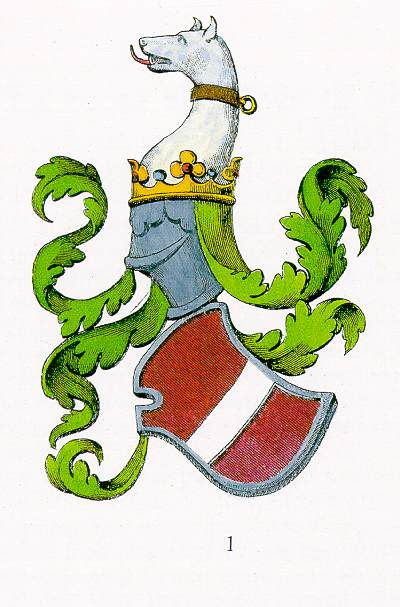
Antico stemma Da Correggio

Frogerio da Correggio (... – 1029) è stato un politico italiano, capostipite della famiglia Da Correggio e primo signore di Correggio.

## Biografia
Era figlio di Guido e fratello di Adalberto e professava la legge longobarda. Nel 1009, unitamente al fratello, fece dono alla  chiesa dei Santi Michele Arcangelo e Quirino di Correggio di alcuni beni che possedevano nel contado di Reggio. Provvide ad edificare il castello.
Morì nel 1029.

## Discendenza
Sposò Agelburga ed ebbero due figli:
- Guido I (1029-post 1038), vivente nel 1038;
- Gherardo (1029-1080), uomo di fiducia della contessa Matilde di Canossa. Vivente nel 1076.